# Karthago
Karthago – węgierski zespół rockowy, założony w 1979 roku w Budapeszcie.

## Historia
Zespół został założony w 1979 roku przez Ferenca Szigeti. Pierwszy album, zatytułowany Karthago, został wydany w 1981 roku i sprzedał się w 178 tys. egzemplarzy. Następnie zespół wygrał międzynarodowy konkurs w Austrii, po czym koncertował w Austrii oraz różnych krajach bloku wschodniego. Grupa rozpadła się w 1985 roku, ale tymczasowo reaktywowała się w 1990 roku, by udzielić koncertu w Petőfi Csarnok. Następne koncerty zostały udzielone w latach 1997 oraz 2000. Zespół reaktywował się na stałe w 2003 roku, kiedy to odbył tourneé, a następnie wydał nową płytę.

## Obecny skład zespołu
- Attila Gidófalvy – wokal, instrumenty klawiszowe
- Zoltán „Zéró” Kiss – wokal, gitara basowa
- Ferenc Szigeti – wokal, gitara, kompozytor
- Miklós Kocsándi – wokal, instrumenty perkusyjne
- Tamás Takáts – wokal, harmonijka, instrumenty perkusyjne

## Dyskografia
- Karthago (1981)
- 1...2...3...Start (1982) (album koncertowy, wspólnie z Eddą i P. Box)
- Ezredforduló (1982)
- Requiem (1983) (album anglojęzyczny)
- Senkiföldjén (1984)
- Oriental Dream (1985) (album anglojęzyczny)
- Aranyalbum (1990) (składanka)
- Best of Karthago (1993) (składanka)
- Haminyó anyó (1997) (EP)
- A Karthago él (1997) (album koncertowy)
- ValóságRock (2004)
- Időtörés (2009)
- 30 éves jubileumi óriáskoncert (2010) (album koncertowy)